# Solisti di Zagabria
I Solisti di Zagabria (Zagrebački solisti) è un'orchestra da camera collaborativa, senza direttore, fondata a Zagabria, in Croazia, nel 1953 per volere della Radiotelevisione di Zagabria, sotto la guida artistica del violoncellista e direttore italiano Antonio Janigro. Dopo che Janigro ebbe lasciato il gruppo nel 1968, esso fu guidato prima dal loro primo violino Dragutin Hrdjok e poi dal loro direttore artistico e primo violino di lunga data, Tonko Ninić. Nel 1997 Anđelko Krpan divenne il primo violino e nel 2002, Karlo Slobodan Fio divenne direttore artistico del gruppo. Dal 2006 il primo violino e direttore artistico è stato Borivoj Martinic-Jercic.
I Solisti di Zagabria hanno dato oltre 3.500 concerti in tutte le parti del mondo e sono anche molto conosciuti per le loro numerose registrazioni.